# Ospedale civico di Messina

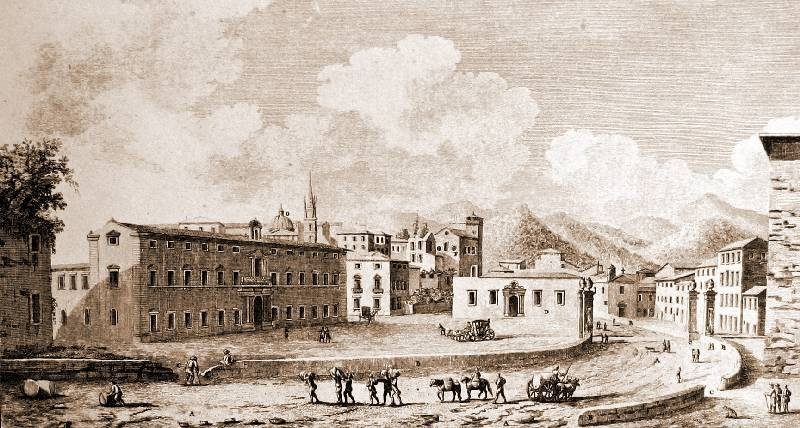
Ospedale della Pietà.

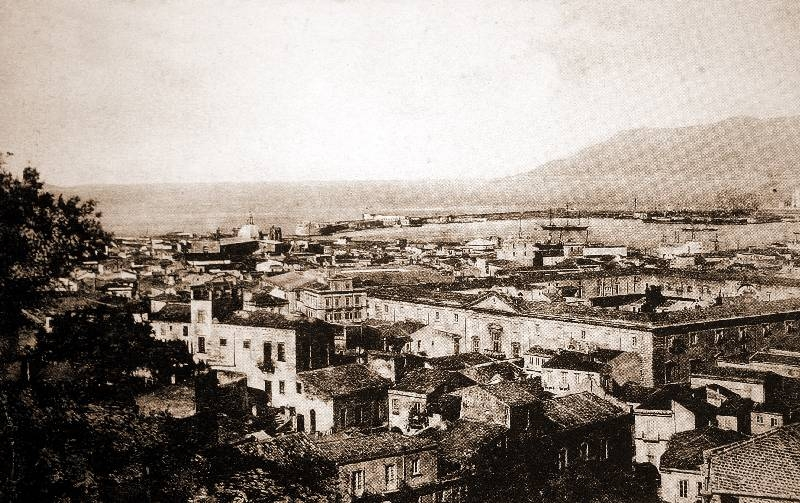
Veduta panoramica.

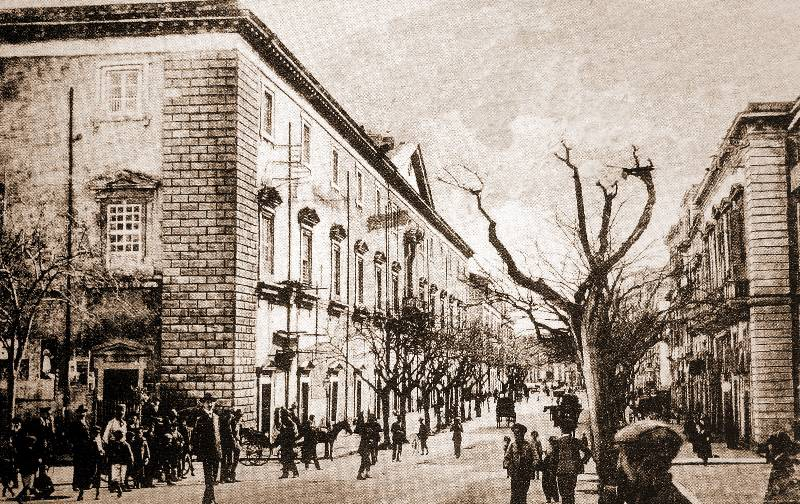
Prospetto.

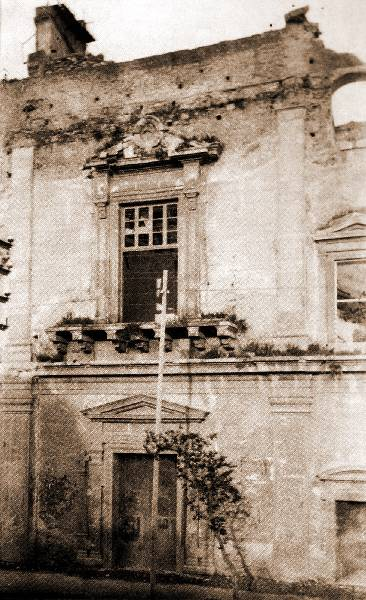

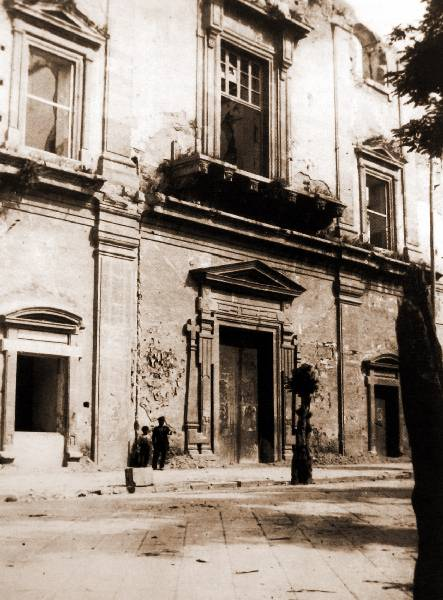

L'ospedale civico di Messina è stato un palazzo della città di Messina, opera degli architetti Andrea Calamech e Antonio Ferramolino, distrutto dal terremoto del 1908. L'Ospedale della Pietà con l'Ospedale militare occupavano l'area entrando da Porta Imperiale nella grande piazza di Santa Croce, già dei Canonici regolari di Sant'Agostino della Congregazione del Santo Sepolcro, tempio già demolito e terreni predisposti per le fortificazioni della città.

## Notizie storiche
Fino alla fine del XV secolo, nel centro cittadino di Messina operavano ben 15 strutture ospedaliere tutte aggregate e condotte da altrettante istituzioni religiose; altre erano ubicate in sedi periferiche di casali limitrofi. All'inizio del secolo successivo si pensò di unificarle in un unico ospedale, la cui edificazione iniziò il 12 ottobre 1542.

### Epoca aragonese
Nel 1460, regnante Giovanni II d'Aragona e viceré di Sicilia Giovanni de Moncayo, si pensò di accorpare tutte le strutture sanitarie cittadine, definendo i termini dell'associazione con un capitolo apposito tenutosi nella Cattedrale di San Nicolò all'Arcivescovado.
La corruzione dilagante e i grossi appetiti, derivanti dalla gestione delle sostanziose donazioni e lasciti di ciascuna istituzione, indussero Ferdinando II d'Aragona ad intervenire il 16 settembre 1479 con l'intento di accelerare i tempi di una impresa già logora e stagnante. Un ulteriore tentativo di sblocco fu effettuato nel 1500. L'amministrazione accentrata, la dismissione e smantellamento delle singole unità sanitarie, scoraggiava le rettorie più restie: la fusione avrebbe posto fine alla disinvolta gestione delle consistenti rendite minando un già labile servizio essenziale a prescindere dalle linee guida dei singoli statuti.

### Epoca spagnola
Solo il 12 ottobre 1542 il viceré Ferrante I Gonzaga riuscì nell'intento riunendo l'arcivescovo Innocenzo Cybo, il Senato Messinese, i rettori dei singoli istituti e i membri patrocinatori appartenenti all'aristocrazia cittadina.
Il 16 aprile 1548 a lavori avanzati l'unione divenne operativa per opera di Giovanni de Vega, in rappresentanza dell'imperatore Carlo V d'Asburgo. Aggregazione approvata da Papa Paolo III e suggellata con bolla pontificia del 6 giugno dello stesso anno.
Il progetto originario fu dell'ingegnere del Regno Antonio Ferramolino.  L'edificio, vastissimo, fu completato nel solo nel 1605. Era a pianta rettangolare e dotato di un vasto giardino. Il complesso fu denominato "Ospedale Grande di Santa Maria della Pietà" e comprendeva un luogo di culto con lo stesso titolo.
L'istituzione aggregava:
- Ospedale del Priorato dei Cavalieri Gerosolimitani sotto il titolo di «San Giovanni Battista» o dei Cavalieri ospitalieri o Cavalieri dell'Ordine dell'Ospedale di San Giovanni di Gerusalemme o Ospizio degli Amalfitani.
- Ospedale del Priorato dei Cavalieri Templari sotto il titolo della «Madonna dei Bianchi»[5][6][7] o di Santa Maria dei Bianchi presso la chiesa di San Marco Evangelista[8] ubicata sull'area dell'attuale Palazzo della Provincia.[9]
- Ospedale del Priorato dei Cavalieri Teutonici sotto il titolo di «Santa Maria Alemanna».[10]
- Ospedale di Sant'Angelo alla Caperrina.
- Ospedale di San Michele alla Caperrina 1330.
- Ospedale di San Paolo alla Caperrina.
- Ospedale dello Sperone sotto il titolo di «San Clemente». Istituzione già aggregata da Ferdinando II d'Aragona il Cattolico all'Ospedale di San Michele alla Caperrina.
- Ospedale dei Lebbrosi sotto il titolo di «Sant'Agata» o l'antico.
- Ospedale di Santa Maria dell'Accomandata presso chiesa di Santa Maria l'Accomandata.[11]
- Ospedale di Santa Maria della Carità a Rocca Guelfonia.
- Ospedale di Santa Maria di Roga Deo o di Tutti i Santi presso la chiesa di Sant'Antonio Abate a Porta di Giano.
- Ospedale di Santa Elisabetta Regina derivato in Ospedale dei Buonfratelli o Fatebenefratelli dell'Ordine ospedaliero di San Giovanni di Dio.
- Ospedale dei Trovatelli o degli Esposti all'Annunziata di Castellammare.
- Ospedale della Madonna di Monserrato 1424.
- Ospedale dei Pellegrini sotto il titolo della «Santissima Trinità» presso la chiesa di San Cosma e Damiano.

Le strutture distinte con padiglioni per entrambi i sessi comprendevano:
- Ospedale militare;[1]
- Reparto per gli Esposti,[1] per il mantenimento e la cura dei trovatelli. L'archivio è stato interamente perduto eccetto qualche volume;
- Reparto per le Ree Lascive;[1]
- Conservatorio per Trovatelle;[1]
- Archivio[1] per la raccolta della documentazione degli ospedali preesistenti, in particolare del lebbrosario di Sant'Agata degli infetti al Faro e di Sant'Angelo della Caperrina.

Altre strutture sanitarie alla voce Ospedali di Messina.

### Epoca contemporanea
Nel XVIII secolo contava 145 posti letto. Il 2 marzo 1864 è ricordata la visita del principe Umberto.
Agli inizi del XX secolo, fu inaugurato un reparto di ostetricia e neonatologia all'avanguardia per i tempi.
Fu raso al suolo dal terremoto del 1908 e nel crollo trovarono la morte la stragrande maggioranza delle persone presenti al suo interno.
Sul sito ove sorgeva l'Ospedale civico, fu edificato il Palazzo Piacentini, attuale sede dei tribunali e della Corte d'appello di Messina.

## Architettura
La costruzione del monumentale impianto fu affidata agli architetti militari Antonio Ferramolino e Giovanni Carrara, presenti a Messina per la costruzione delle nuove fortificazioni volute dall'imperatore Carlo V. All'impresa collaborò Andrea Calamech, più tardi intervennero Niccolò Francesco Maffei figlio del carrarese Giovanni Maffei, quest'ultimo scolpì all'ingresso le raffigurazioni della Fede e della Carità col motto HIC FIDES PER CHARITATEM OPERATUR, gli architetti Curzio e Francesco Zaccarella da Narni.

## Orto botanico
Appezzamento coltivato con piante rare, esotiche e medicinali atto a rifornire la spezieria interna.

## Spezieria
La spezieria alimentata dalla piante medicinali coltivate in loco, vantava una collezione di vasi in maiolica del XVI secolo, condivisa con la farmacia interna, raccolta oggi esposta presso il Museo regionale di Messina.

## Chiesa di Santa Maria della Pietà
La chiesa di Santa Maria della Pietà aveva un impianto a croce greca, con cupola.
- XVII secolo, Pietà, dipinto, opera del Antonino Alberti detto il Barbalonga.[1]
- ?, Polittico raffigurante nei vari scomparti la Vergine con bambino attorniata da Santi, dipinto documentato in un altare a man destra.[13]
- 1635, Cenotafio, manufatto marmoreo contenente le ceneri di Tommaso Buonfiglio.[1]